# Ghalymschan Qoischybajew

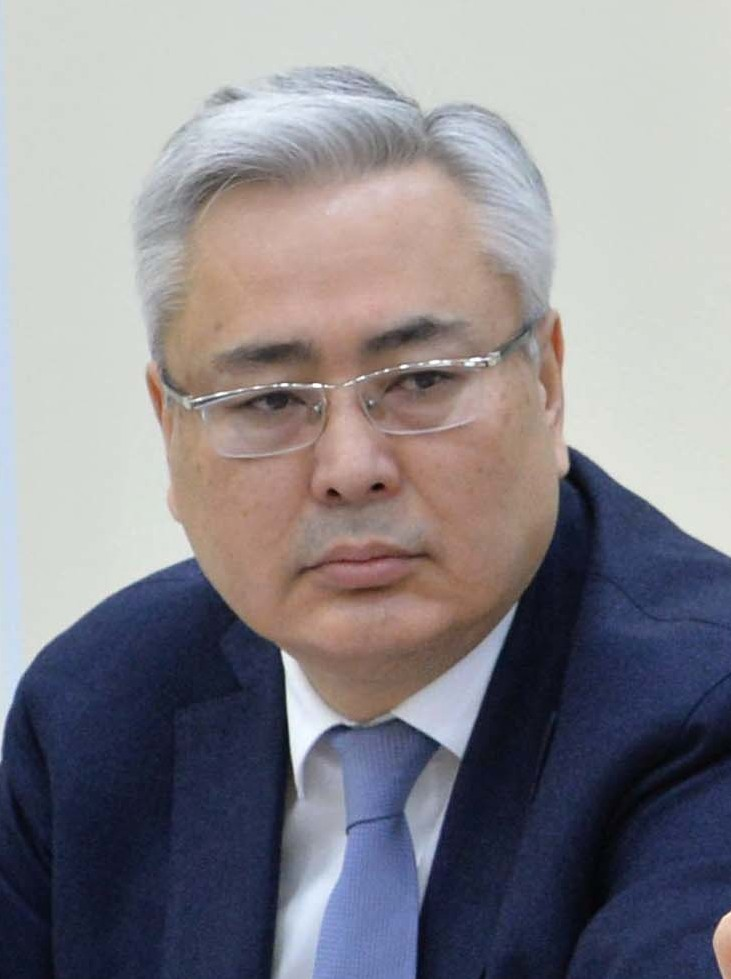
Ghalymschan Qoischybajew, 2022

Ghalymschan Telmanuly Qoischybajew (kasachisch Ғалымжан Телманұлы Қойшыбаев Ğalymjan Telmanūly Qoişybaev, russisch Галымжан Тельманович Койшыбаев Galymschan Telmanowitsch Koischybajew; * 12. April 1968 in Qysylorda, Kasachische SSR) ist ein kasachischer Diplomat und Politiker.

## Biografie
Qoischybajew wurde 1968 geboren. Er absolvierte 1991 die Moskauer Lomonossow-Universität und erwarb 1994 den akademischen Titel Kandidat der philosophischen Wissenschaften. Nach dem Studium in Moskau war er ab 1995 in verschiedenen Positionen an der kasachischen Botschaft in Russland angestellt. So war er zuerst Attaché und dritter Sekretär der Botschaft, bevor er von 1997 bis 1998 erster Sekretär und Berater an der Vertretung war und anschließend bis 2004 eine leitende Position innehatte.
2004 wurde er zum Bevollmächtigten Kasachstans bei der Organisation des Vertrags über kollektive Sicherheit (OVKS), einem Militärbündnis zwischen mehreren früheren Mitgliedsstaaten der Sowjetunion, ernannt. Noch im selben Jahr musste er diesen Posten wieder verlassen, da er eine leitende Funktion in der Präsidialadministration Kasachstans bekam. Nach zwei Jahren wurde er Sonderbotschafter im kasachischen Außenministerium. Am 4. Dezember 2008 wurde er von Präsident Nursultan Nasarbajew zum kasachischen Botschafter in Litauen ernannt. Im Februar 2009 wurde er zusätzlich auch als Botschafter Kasachstans für Lettland, Estland und Finnland akkreditiert. Von 2012 bis 2016 war Qoischybajew kasachischer Botschafter in Finnland und zusätzlich in Estland.
Nach acht Jahren im diplomatischen Dienst für sein Land kehrte er wieder nach Kasachstan zurück und wurde am 4. März 2016 er zum stellvertretenden Außenminister ernannt. Dieses Amt hatte er bis zu seiner Entlassung am 25. März 2019 inne; am darauffolgenden Tag wurde er zum Leiter des Büros des Premierministers ernannt. Am 4. Januar 2023 wurde er im Kabinett von Älichan Smajylow stellvertretender Premierminister. Auch im Kabinett von dessen Nachfolger Olschas Bektenow ist er stellvertretender Premierminister.